# میرزاآنی
میرزاآنی (گرجی: მირზაანი) یک دهکده در استان کاختی گرجستان است که در شهرداری ددوپلیس تسقارو و ۱۵ کیلومتری ددوپلیس تسقارو واقع شده است.

## مردم
بر اساس سرشماری سال ۲۰۰۲ میلادی، ۶۷۲ نفر در این روستا زندگی می‌کردند که اکثر آنها گرجی بودند.

## جغرافیا
میرزاآنی در ارتفاع ۷۵۰ متر از سطح دریا قرار گرفته است.

## آب و هوا
آب و هوای این روستا نیمه گرمسیری مرطوب و دارای زمستان‌هایی نسبتاً سرد و تابستان‌های گرم است. میانگین دما در سال ۱۰.۱ درجه سانتی‌گراد است. میانگین دمای ژانویه ۱.۵- درجه و آگوست ۲۱.۷ درجه است. کمینه درجه حرارت مطلق -۲۶ درجه و بیشینه مطلق ۳۵+ درجه است. میزان بارش به میزان ۶۵۰ میلی متر در سال می‌رسد.

## فرهنگ
نیکو پیروسمانی هنرمند خودآموز گرجی (۱۸۱۸-۱۸۶۲) در میرزاآنی زاده شد. خانه او در این روستا به موزه تبدیل شده و یک بنای یادبود طراحی‌شده به‌دست واژا میکابریدزه در آن نصب شده است.  هر یکسال یکبار در ماه اکتبر، دهکده میزبان یک جشن سنتی به‌نام پیروسمانوبا (ფიროსმანობა) است که جایزه‌ای به هنرمندان برتر داده می‌شود.